# 伊利诺伊州参议院
伊利诺伊参议院（英語：Illinois Senate）是美国伊利诺伊总议会的上議院，共有59名议员，每届任期4年。参议院议长由全體參議員互選產生，现任议长为民主黨籍的唐·哈蒙。